# پاندمونیوم
پاندمونیوم(انگلیسی: Pandæmonium) پایتخت جهنم در شعر حماسی بهشت گم‌شده جان میلتون است.

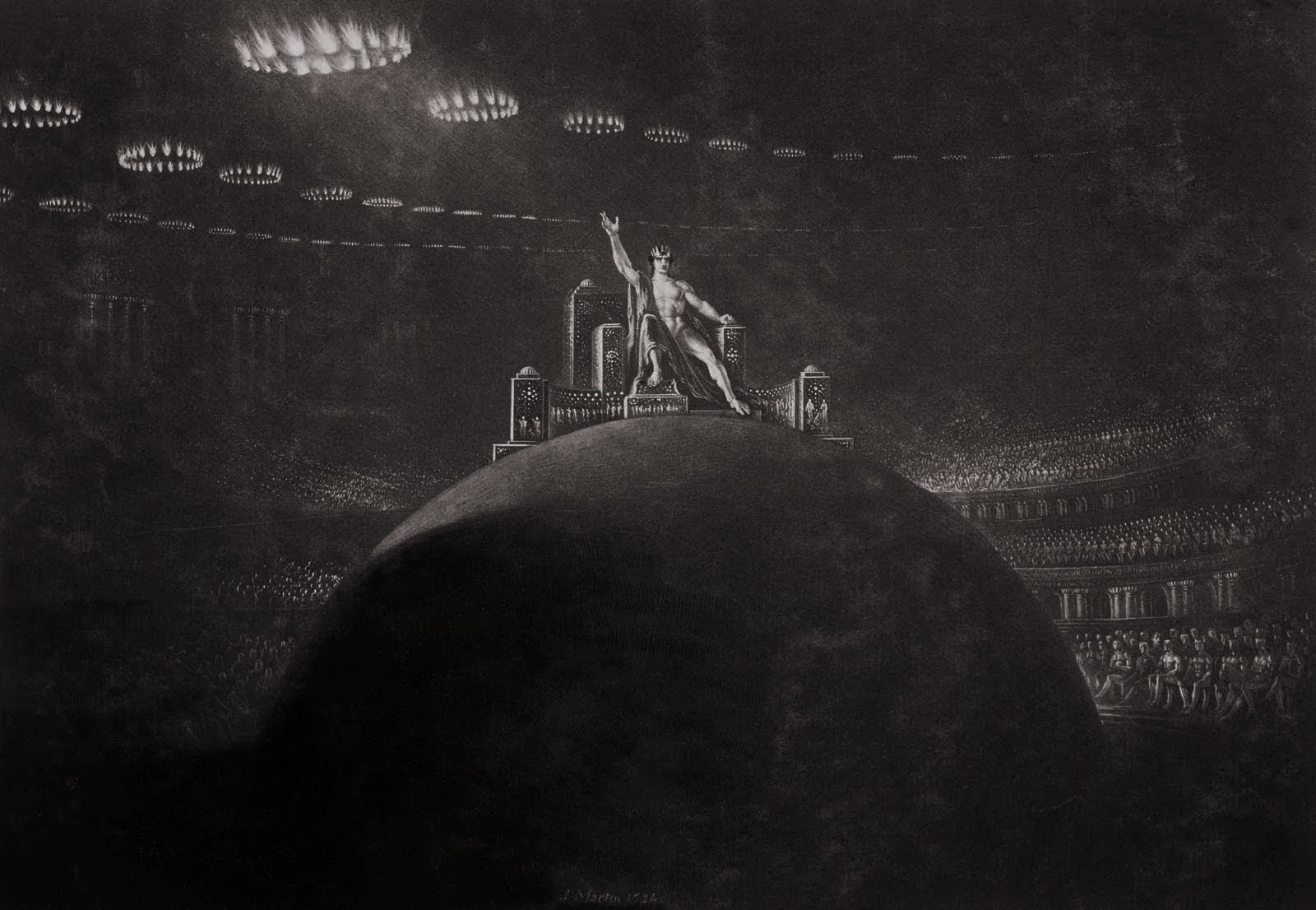
جان مارتین، کرسی شیطان در انجمن دوزخی, c. 1823–1827

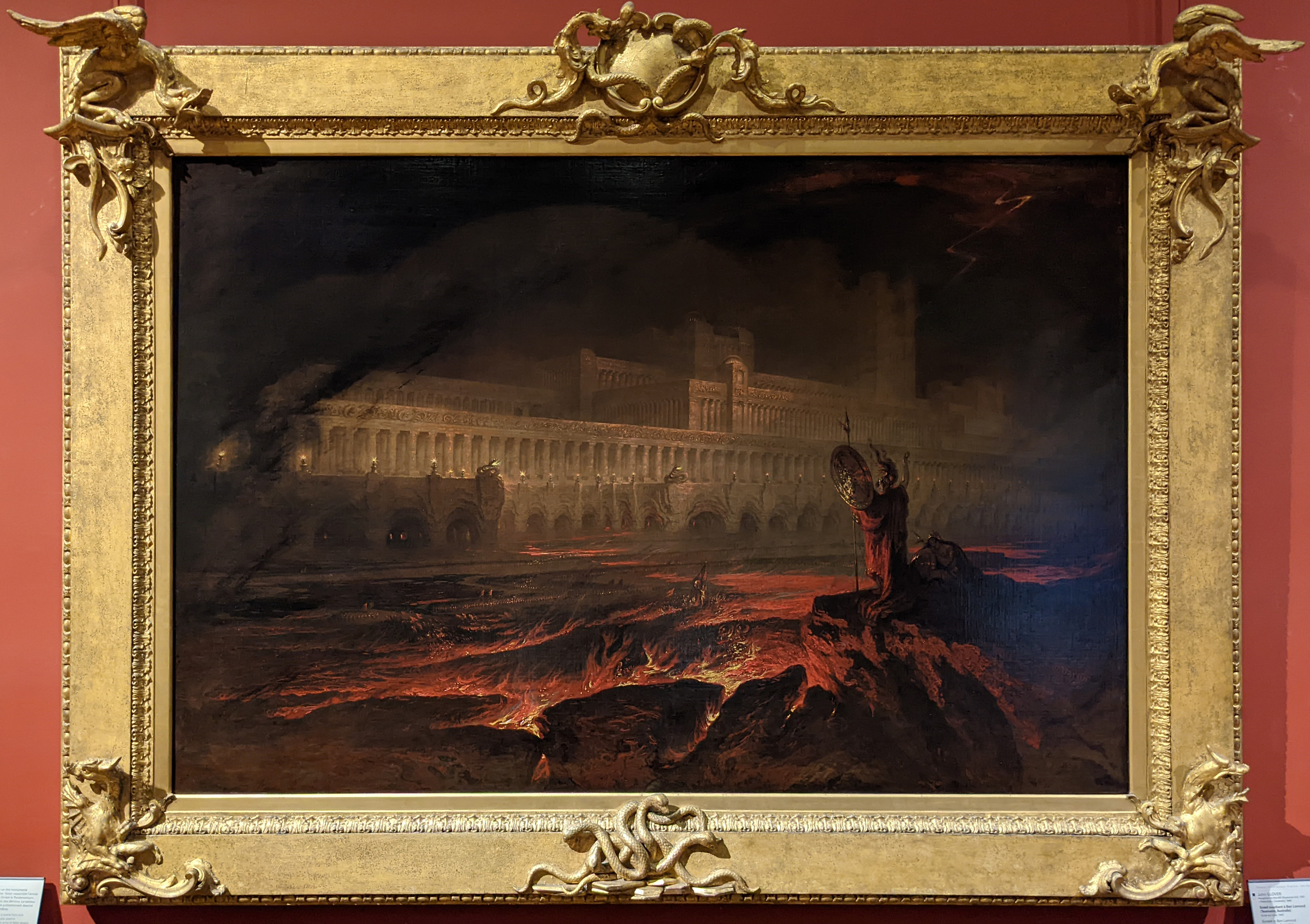
جان مارتین، پاندمونیوم, ۱۸۴۱